# Hundertjähriger

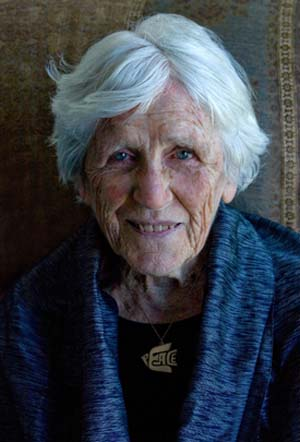
Muriel Duckworth (2008)

Als Hundertjähriger (sehr selten auch Zentenar, vergleiche englisch centenarian) wird eine Person bezeichnet, die das 100. Lebensjahr vollendet hat.

## Allgemeines
Das öffentliche Interesse an außergewöhnlich alten Menschen ist groß. Im 17. und 18. Jahrhundert bestand ein regelrechter „Hundertjährigenkult“. Um 1937 gründete Morris Ernest in England einen Klub der Hundertjährigen. Ernest nannte damals eine Miss K. Lundket, die mit 111 Jahren und 327 Tagen gestorben sein soll, als Rekord. Die älteste über Hundertjährige der Bundesrepublik Deutschland mit authentischer Geburtsurkunde war 1979 Katharina Braun mit 111 Jahren.

## Demographie

### Global
Im Jahr 2013 lebten Schätzungen der UN zufolge etwa 343.000 Hundertjährige auf der Welt, deren Zahl sich bis zum Jahr 2050 auf mindestens 3,2 Millionen verzehnfachen könnte.

### Deutschland

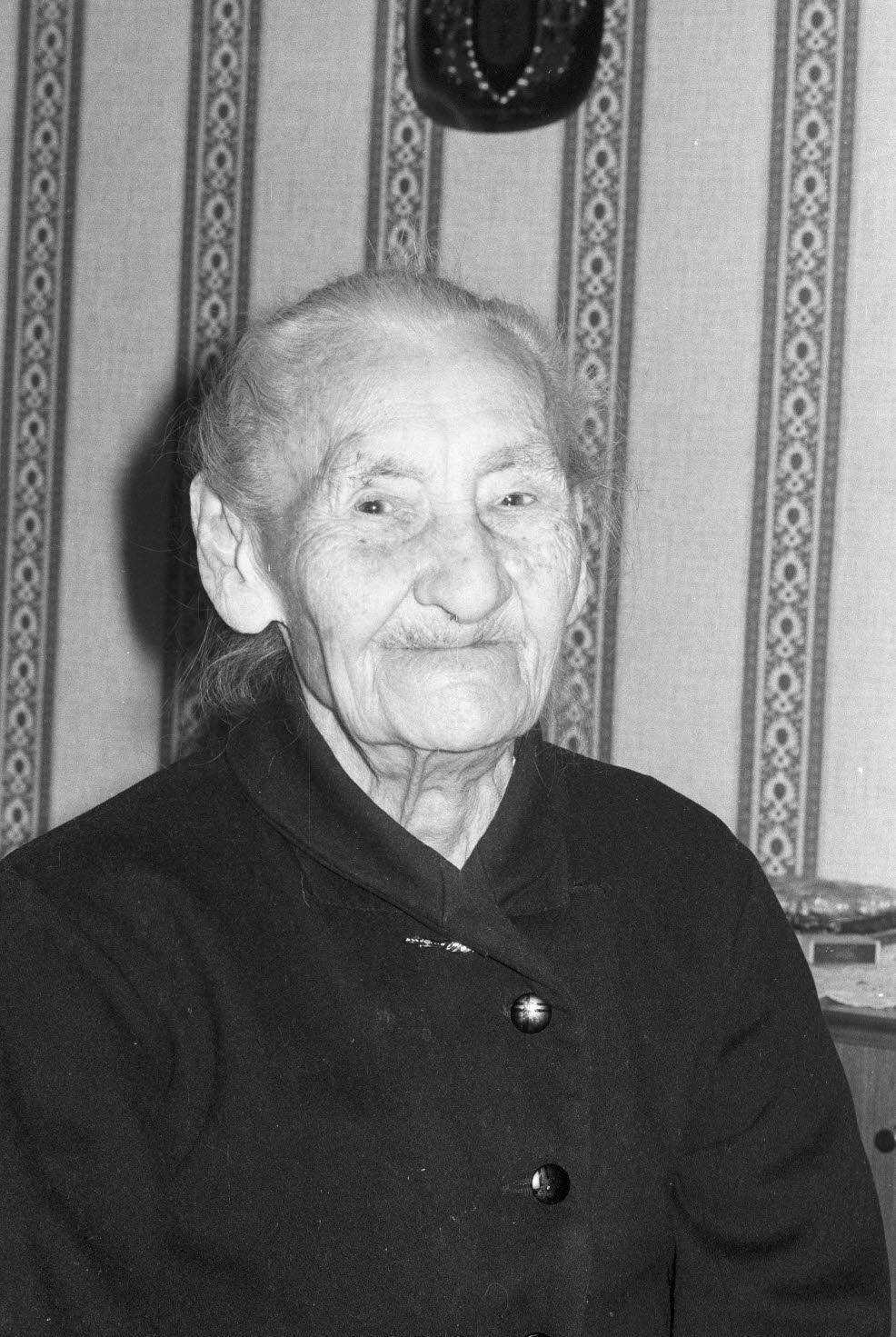
Emma Wiese, mit 103 Jahren Kiels zweitälteste Bürgerin im Januar 1973

Bei Menschen, die um das Jahr 1900 geboren wurden, betrug die Chance, dass sie ihr 100. Lebensjahr erreichen würden, etwa ein Prozent. Prognosen zufolge werden von denen, die in Deutschland um das Jahr 2000 geboren sind, mehr als die Hälfte das 100. Lebensjahr erreichen.
| Jahr | Frauen | Männer | Gesamt | Nachweis    |
| ---- | ------ | ------ | ------ | ----------- |
| 2000 |        |        | 5.937  | [ 1 ]       |
| 2010 |        |        | 13.198 | [ 1 ]       |
| 2011 | 12.565 | 1.871  | 14.436 | [ 5 ] [ 6 ] |
| 2012 | 13.287 | 2.119  | 15.406 | [ 5 ] [ 6 ] |
| 2013 | 13.989 | 2.318  | 16.307 | [ 5 ] [ 6 ] |
| 2014 | 14.898 | 2.576  | 17.474 | [ 5 ] [ 6 ] |
| 2015 | 14.007 | 2.492  | 16.499 | [ 5 ] [ 6 ] |
| 2016 | 12.782 | 2.427  | 15.209 | [ 5 ] [ 6 ] |
| 2017 | 11.786 | 2.407  | 14.193 | [ 5 ] [ 6 ] |
| 2018 | 11.439 | 2.530  | 13.969 | [ 5 ] [ 6 ] |
| 2019 | 13.742 | 3.200  | 16.942 | [ 5 ] [ 6 ] |
| 2020 | 16.454 | 4.011  | 20.465 | [ 5 ] [ 6 ] |
| 2021 | 18.866 | 4.647  | 23.513 | [ 5 ] [ 6 ] |
| 2022 | 19.655 | 5.193  | 24.848 | [ 6 ]       |
| 2023 | 20.771 | 5.844  | 26.615 | [ 6 ]       |

### Österreich
Anfang 2018 gab es laut Statistik Austria insgesamt 1019 Menschen in Österreich, die das 100. Lebensjahr vollendet hatten, davon waren 85 % Frauen.

### Schweiz
In der Schweiz betrug im Jahr 2017 die Lebenserwartung 85,4 Jahre für Frauen und 81,4 für Männer. Laut UN war die Lebenserwartung in der Schweiz im Zeitraum von 2010 bis 2015 die dritthöchste weltweit. Entsprechend gab es im Jahr 2017 in der Schweiz 1546 Hundertjährige. Das sind fast 0,2 ‰ der Bevölkerung.

### Japan
Im Jahr 2014 stieg die Zahl der hundertjährigen Japaner auf 58.820, wobei die Zahl des Vorjahres um 4423 Personen übertroffen wurde. 2023 waren 92.139 Menschen 100 Jahre oder älter (1.613 mehr als ein Jahr zuvor). Seit 1970 steigt die Zahl der Hundertjährigen jedes Jahr. 1963 gab es 153 Hundertjährige, 1988 mehr als 10.000.

### Litauen
2016 lebten 349 hundertjährige Litauer (2013: 394, 2008: 479).

### Vereinigte Staaten
In den Vereinigten Staaten sollen etwa 50.000 Hundertjährige leben.

## Gesundheit

### Pathologien
Nach einer in Dänemark an über Hundertjährigen durchgeführten Studie leiden diese durchschnittlich an 4,3 Krankheiten, wobei das Herz-Kreislauf-System besonders betroffen ist. Drei Viertel der befragten dänischen Hundertjährigen gaben an, bereits wegen Lungenentzündung, Herzinfarkt, Schlaganfall oder bösartiger Neubildungen und Brüchen im Hüftbereich in Behandlung gewesen zu sein.
ATTR-Amyloidose des Herzens scheint, einer Reihe von systematischen Autopsien nach, eine bedeutende Todesursache bei Hundertjährigen zu sein. Die Kardiomyopathie, die durch die Anlagerung des Serumproteins Transthyretin hervorgerufen wird, ist dabei letztendlich tödlich.

### Gerontogene und andere Schutzfaktoren
Beinahe alle männlichen Hundertjährigen sind schlank. 
Die Wahrscheinlichkeit, 100 Jahre alt zu werden, ist für Frauen, die auch noch nach dem 40. Lebensjahr ein Kind bekommen, vier Mal so hoch wie für solche, auf die dies nicht zutrifft. Es ist jedoch möglich, dass späte Mutterschaft und das Erreichen des 100. Lebensjahres bloß korrelieren, weil dieselben Faktoren für längere Fruchtbarkeit und längeres Leben verantwortlich sind.
Mindestens die Hälfte aller Hundertjährigen hat nahe Verwandte (besonders Geschwister), die ebenfalls überdurchschnittlich alt werden. Dies unterstreicht die Bedeutung von „Langlebigkeitsgenen“ (sogenannte „Gerontogene“), aber auch des sozialen Umfelds.
So haben genetische Tests offenbart, dass 24 Prozent der Hundertjährigen unter den aschkenasischen Juden eine besondere Variante des Gens, das das Cholesterinester-Transferprotein codiert, in sich tragen: CETP ist ein Enzym, das eine bedeutende Rolle im Cholesterin-Stoffwechsel spielt: Eine erhöhte Menge an CETP-Protein im Blut ist assoziiert mit geringerer Inzidenz von Bluthochdruck, Herzkrankheiten und Gedächtnisproblemen.
Das Forkhead-Box-Protein O3 scheint ebenfalls eine Rolle für die Langlebigkeit und Gesundheit einiger Hundertjähriger zu spielen.

## Forschung

### Zweite Heidelberger Hundertjährigen-Studie
Forscher befragten in den Jahren 2011 und 2012 insgesamt 112 Hundertjährige aus dem Großraum Heidelberg im Rahmen der „Zweiten Heidelberger Hundertjährigen-Studie“ (HD100-II) bezüglich ihrer Aktivitäten, ihres sozialen Umfelds und ihrer Lebenszufriedenheit. Es ist das Ziel der Studie, ein umfassendes Bild der Hundertjährigen sowie ihrer Lebenssituation in Deutschland zu ermitteln.
Ein Ergebnis der Studie ist, dass die heute in Deutschland lebenden Hundertjährigen geistig und körperlich vitaler sind als gleich betagte Personen früherer Generationen. Darüber hinaus leben sie autonomer, wobei ein größerer Anteil beispielsweise fähig ist, ohne fremde Hilfe Mahlzeiten zuzubereiten und einzunehmen, Telefongespräche zu führen, oder Finanzangelegenheiten zu regeln. Etwas mehr als die Hälfte (52 Prozent) der Befragten hat keine oder vernachlässigbare geistige Defizite.

### Genomics X-Prize
2006 wurde in den Vereinigten Staaten durch die gemeinnützige X-Prize-Foundation der sogenannte Archon Genomics X Prize ausgelobt, der dem Forscherteam, das als erstes die Genome von 100 gesunden über 100-Jährigen in 30 Tagen entschlüsselt, ein Preisgeld von zehn Millionen Dollar bietet.
Vorher hatten viele Studien zur menschlichen Langlebigkeit und Gesundheit sich auf die vererbten Gene konzentriert, die mit spezifischen Erkrankungen, wie beispielsweise Alzheimer oder Diabetes direkt in Verbindung stehen, während der Genomics X-Prize darauf abzielt, Gensequenzen aufzudecken, die mit Gesundheit, Langlebigkeit und Resilienz in Verbindung stehen.

### Andere Forschung
Es wurde beispielsweise mittels Einzelzell-RNA-Analyse festgestellt, dass Supercentenarians einen Überschuss an zytotoxischen CD4-T-Zellen, einer Art von Immunzellen, haben. Andere Studien identifizierten genetische Signaturen bei etwa Semi-Supercentenarians, die mit extremer Langlebigkeit beim Menschen in Verbindung stehen – darunter Gene für effiziente DNA-Reparatur. Eine Studie zeigt, dass Darmmikrobiome mit großen Mengen an Mikroben, die einzigartige sekundäre Gallensäuren erzeugen können, ein Element für die Langlebigkeit von Hundertjährigen sind.

## Blaue Zonen (Blue Zones)
An verschiedenen Orten der Erde, die als Blue Zones bezeichnet werden, gibt es statistische Häufungen extrem Hochaltriger, dazu zählen: Sardinien, Ikaria in Griechenland, Loma Linda in Kalifornien, die Nicoya-Halbinsel in Costa Rica und die japanische Insel Okinawa.
In insgesamt 14 Bergdörfern im Osten Sardiniens leben mehr als 31 über Hundertjährige pro 100.000 Einwohner, während der Durchschnitt in ganz Sardinien immer noch bei 21 liegt. Ein Gendefekt im G6PD-Gen scheint unter den Sarden weit verbreitet zu sein.
Unter den etwa 8500 Einwohnern von Ikaria ist der Anteil der über 90-Jährigen zehnmal so hoch wie im europäischen Durchschnitt, während Krebs, cardiovaskuläre Erkrankungen und Demenz unter ihnen eine geringere Inzidenz haben. Bewohner der Insel konsumieren, Befragungen nach, nur wenig Fleisch, während ihre Diät jedoch Hülsenfrüchte, wildes Gemüse, Früchte, Kräuter, Fisch, Oliven, Ziegenmilch und Schafskäse betont. Darüber hinaus wird traditionell Tee aus Kräutern mit außergewöhnlich hohem Antioxidantienanteil getrunken.
Loma Linda wird besonders durch die Freikirche der Siebenten-Tags-Adventisten geprägt, die die Gesund-Erhaltung des menschlichen Körpers betont, weshalb eine vegetarische Ernährung und sportliche Betätigung empfohlen werden.
Auf der Halbinsel Nicoya in Costa Rica sollen die Bewohner durchschnittlich länger leben, wobei die gesunde traditionelle Küche, aber auch der hohe Magnesium- und Kalziumgehalt des Grundwassers als Ursache diskutiert werden.
Im Dorf Ogimi auf Okinawa sind 30 Prozent der 3500 Einwohner über 65 Jahre alt und 15 Menschen sind zwischen 100 und 109 Jahre alt. Traditionell werden wegen der Insellage Fisch, sowie Obst und Gemüse konsumiert, wobei „Goya“, einer genoppten Bittergurke, sowie Ingwer und Seetang eine besondere Stellung eingeräumt werden.
Neben möglichen genetischen Eigenschaften teilen die Bewohner dieser Orte grundsätzlich die folgenden Einflüsse und Gewohnheiten: Ein stressarmes Leben, einen starken Familienverband und vielfältige soziale Kontakte, körperliche Aktivität sowie ausgewogene und nicht übermäßige Ernährung.

## Fiktive Hundertjährige
- Allan Karlsson aus Der Hundertjährige, der aus dem Fenster stieg und verschwand von Jonas Jonasson
- David Camden aus Der Kreis der Dämmerung von Ralf Isau
- namenlose Hundertjährige aus Die Hundertjährige von Fjodor Dostojewski
- Albus Dumbledore aus der Harry-Potter-Romanreihe von Joanne K. Rowling
- Bilbo Beutlin aus Der Herr der Ringe von J. R. R. Tolkien